# Bi kịch
Bi kịch (trong tiếng Hy Lạp cổ: τραγῳδία, tragōidia, tiếng Anh: tragedy) là một hình thức kịch dựa trên sự đau khổ của con người, khiến cho khán giả cảm thấy bị thu hút hoặc hứng thú khi xem. Thể loại bi kịch thường được vận dụng vào các loại hình hư cấu khác như phim ảnh, tiểu thuyết, truyện tranh, v.v nhằm tạo cho người xem những mối đồng cảm với hoàn cảnh của nhân vật và đạt đến mức độ xúc động sâu sắc. Bi kịch có thể là yếu tố chủ đề của tác phẩm, hoặc ám chỉ đến tâm điểm chính là một kết thúc chứa đựng sự mất mát to lớn về nhiều mặt.